# Olympische Sommerspiele 1948/Teilnehmer (Puerto Rico)
| Gelbes Symbol für Goldmedaillen mit stilisierten Olympischen Ringen | Graues Symbol für Silbermedaillen mit stilisierten Olympischen Ringen | Braundes Symbol für Bronzemedaillen mit stilisierten Olympischen Ringen |
| ------------------------------------------------------------------- | --------------------------------------------------------------------- | ----------------------------------------------------------------------- |
| —                                                                   | —                                                                     | 1                                                                       |

Puerto Rico nahm an den Olympischen Sommerspielen 1948 in London mit einer Delegation von neun männlichen Sportlern in acht Wettkämpfen in drei Sportarten teil. Es war Puerto Ricos erste Teilnahme an Olympischen Sommerspielen. Dem Boxer Juan Venegas gelang mit Bronze im Bantamgewicht der einzige Medaillengewinn. 

## Teilnehmer nach Sportarten

### Boxen
- Juan Venegas
Bantamgewicht: Bronze

- Clotilde Colón
Federgewicht: in der 1. Runde ausgeschieden

- Israel Quitcón
Halbweltergewicht: in der 1. Runde ausgeschieden

### Leichtathletik
- Julio Sabater
110 m Hürden: im Vorlauf ausgeschieden

- Benjamín Casado
Hochsprung: 21. Platz

- Joe Barbosa
Stabhochsprung: 9. Platz

- José Vicente
Stabhochsprung: 9. Platz

### Schießen
- Miguel Barasorda
Freie Pistole 50 m: 39. Platz

- George Johnson
Kleinkalibergewehr liegend 50 m: 25. Platz